# Pascalis
Pascalis Arvanitidis (griechisch Πασχάλης Αρβανιτίδης Paschalis Arvanitidis; * 24. August 1946 in Doxato) ist ein griechischer Sänger.

## Leben und Wirken
In den 1960er Jahren wurde er als Sänger und E-Bassist der Band The Olympians bekannt, mit seinem Debütsingle von 1974 wurde er solistisch im Bereich Schlager aktiv. Einige Singles veröffentlichte er als Konstantin Pascalis auch in deutscher Sprache und er hatte 1975 einen Auftritt in der ZDF-Hitparade mit dem Schlager Weine nicht, Mama. 
Er vertrat mit drei weiteren Sängern Griechenland beim Eurovision Song Contest 1977 und erreichte mit dem Popsong Mathema Solfege den fünften Platz.
Als Popsänger veröffentlichte er regelmäßig Alben bis Ende der 1990er Jahre.